# La «nera» di Dino Buzzati
La «nera» di Dino Buzzati è una raccolta postuma degli articoli di cronaca nera scritti dal giornalista Dino Buzzati (1906-1972) sul Corriere della Sera e sul Corriere d'Informazione durante la sua carriera, dal 1929 al 1971. Ordinata cronologicamente, l'opera raccolta è stata pubblicata nel 2002 in due volumi per l'editore Mondadori: il primo volume, titolato Crimini e misteri, è dedicato alla cronaca nera più classica - omicidi, suicidi, misteri, rapine - il secondo volume, col titolo Incubi, alla cronaca di incidenti e tragedie. Gli articoli sono preceduti da schede storiche di Alessandro Riva e Lorenzo Viganò. Nel 2020 è uscita una nuova edizione ampiamente illustrata, in un unico volume, aumentata di alcuni altri articoli e casi, non rientrati nella prima edizione del 2002.

## Gli articoli
- Volume I – Crimini e misteri:

- - Il giallo di Anna Maria Carlèsimo (1945):
    - Amore filiale o delitto?
    - La parola ai medici: «È una morte misteriosa»
    - Anna Maria Carlèsimo dove sei?
    - La Carlèsimo arrestata

  - Il caso Ettore Grande (1946):
    - Il «patos» è finito
    - Nel lungo carcere mai fu così solo

  - Kappler e le Fosse Ardeatine (1946):
    - 15 in più

  - Rina Fort e l'eccidio di via San Gregorio (1946-1950):
    - Un'ombra gira tra noi
    - Non sanno maledire
    - Addio, anime innocenti!
    - A Rina Fort, no
    - La belva in gabbia
    - Sordità sentimentale
    - Una voce dalla Sicilia
    - «Ho il diritto di difendere la mia famiglia» (ma la sua famiglia è ormai sterminata)
    - Senza domenica
    - Il fascino della toga
    - L'accusatore
    - Vana attesa del colpo di scena
    - Immensità della tragedia
    - Forse, non ha capito

  - Il caso Arnaldo Graziosi (1947):
    - Un certo signor Du Boisgobey complice del pianista Graziosi?

  - La storia di Ilse Koch (1947):
    - La belva ha avuto un figlio

  - Il delitto di Pia Bellentani (1951):
    - Il dramma di Villa d'Este verso l'epilogo: la donna più studiata del XX secolo
    - I belati della pecorella e le canzonacce del lupo
    - Più penoso che grande questo romanzo d'amore
    - Dilegua a poco a poco la colpevole da punire

  - John Reginald Christie: il serial killer di Rilligton Place (1953):
    - Una testimonianza sul mostro di Londra

  - Carlo Candiani alla sbarra (1953):
    - Il delitto del cavaliere Imbriani

  - Mildred Oakes, la suicida salvata da una telefonata (1954):
    - Chi la chiamava?

  - Il dramma di Busto Arsizio: Giuseppe Molinari (1956):
    - Soltanto pazzia?

  - Egidio Santato e la tragedia di Terrazzano (1956):
    - Il tremendo incubo di Rho

  - Il suicidio del giudice popolare Silvio Andrighetti (1957):
    - Tragedia dell'onestà

  - La morte di Giorgio Frigola (1958):
    - L'uomo che…

  - Mainz: si suicida perché ritenuto innocente (1958):
    - L'«ibi»

  - L'avvocato Casabuoni: il delitto del sorpasso (1960):
    - Il demone degli asfalti

  - William E. Benson: l'uomo che uccise trecento persone (1961):
    - Ma come ha fatto a resistere tanto?

  - La misteriosa morte di Marilyn Monroe (1962):
    - La favola sbagliata
    - All'alba
    - Barbiturici e ninfette

  - Condanna a morte per gli attentatori di De Gaulle (1963):
    - E avanti: la morte continua

  - Il caso Fenaroli (1963):
    - Fantasma al bar

  - Il dramma del metronotte Giuseppe De Blasi (1963):
    - Una tragedia della città

  - Indagini giapponesi (1963):
    - Due delitti a Tokio

  - Giuseppe Belloli: il mostro di Treviglio (1964):
    - Incubo della pianura

  - La rapina di via Montenapoleone (1964-1966)
    - La donna: bandito in salotto
    - Mai abbastanza brivido?
    - Gli imputati per la rapina di Montenapoleone sono comparsi sorridenti in corte d'assise

  - Dopo la tragica fine di Laura e Maria Grazia Agosti (1964):
    - Il caso delle sorelle Ghermandi

  - L'assassinio di John Fitzgerald Kennedy (1964):
    - Alla scadenza di un anno

  - Il caso di Alessandro Carosi (1965):
    - Gli alias di via Sesostri

  - Il suicidio di Roberto Dazzini (1965):
    - Lo spettro di una colpa inesistente

  - Le notti bianche del 777 (1965):
    - Alla frontiere segrete della città
    - Il grande ballo dei mitra attorno al Flamenco Rock
    - In fondo all'imbuto del vizio c'è anche il forzato del twist
    - Disoccupato guadagna centomila lire per sera
    - L'arcangelo Gabriele arriva in questura alle 4

  - Giuseppe Zaffaroni decapitato nell'armadio (1966):
    - Delitto senza passione

  - Rosa Draganovich: il caso della spogliarellista accoltellata (1966):
    - Milano Diabolik?

  - L'arresto della banda Cavallero (1967):
    - Sollievo a Milano
    - Visti da vicino

  - La rivolta di San Vittore (1969):
    - Un mattino di primavera

  - Dopo la strage di piazza Fontana (1969):
    - Il male dentro di noi

  - Il delitto perfetto di Fermo Reverberi (1969):
    - E il diavolo sorrise quando il corpo del vecchio entrò nel forno crematorio

  - Michele Vinci, l'assassino di Marsala (1971):
    - Doppia pietà

  - Il caso Olivo:
    - Cronaca scritta e disegnata da Buzzati

- Volume II – Incubi:

- - La tragedia di Albenga (1947):
    - Sono arrivate le mamme dei 43 fratellini della morte
    - Tutto il dolore del mondo in quarantaquattro cuori di mamme
    - L'ultimo bacio delle mamme alle piccole vittime di Albenga

  - L'incidente automobilistico di Magreglio (1947):
    - L'ombra in attesa

  - La sciagura di Superga (1949):
    - Si schianta contro la basilica di Superga l'aereo che riporta in Patria i campioni d'Italia
    - Lagrime di donne affrante accanto alla salme consunte
    - L'ultima voce dell'aereo: «Ore 17.02 - Tutto bene grazie»
    - L'ultima veglia di Torino ai trentun caduti di Superga

  - Quell'oscuro ultimo viaggio (1951):
    - La tragedia della Saõ Paulo

  - Il dramma dell'alluvione (1952):
    - Pochi si ricordano che il Polesine è sott'acqua

  - La bambina Maria Rosa Garioni morta di morbo azzurro (1954):
    - Favola 1954

  - Il gas uccide la famiglia Ge (1954):
    - L'angoscioso risveglio della madre che ignora la morte dei suoi tre figli

  - La morte di Alberto Ascari all'autodromo di Monza (1955):
    - Non inutilmente

  - L'affondamento dell'Andrea Doria (1956):
    - Un lembo di patria

  - Il dramma di Marcinelle (1956):
    - Tragedia nostra

  - La sciagura aerea della Lai nel Trentino (1956):
    - Atroce Natale

  - La disgrazia di Legnano (1958):
    - Gesto supremo

  - La caduta dell’aereo della Twa alla Malpensa (1959):
    - La fatalità

  - La catastrofe ferroviaria di Monza e tre morti «eccellenti» (1960):
    - Che fai, 1960?

  - Due incidenti nello stesso giorno (1961):
    - Non tutta fatalità

  - Tragedia sulla funivia del Monte Bianco (1961):
    - Una famiglia prudente

  - Tredici aviatori italiani massacrati in Congo (1961):
    - Perché?

  - La tragedia ferroviaria di Voghera (1962):
    - Smarrimento

  - L'affondamento del sottomarino americano (1963):
    - Come allora

  - Il dramma di Viviana Ragno (1963):
    - Perché credere che non capiscano?

  - Il disastro del Vajont (1963-1967):
    - Natura crudele
    - La bambolina del Vajont
    - Gli sceriffi delle frane

  - La sciagura di Marsala (1964):
    - Come allora

  - Lo strano caso dei paracadutisti «caduti» (1964):
    - Ballata militare pisana

  - Gli esperimenti del dottor Petrucci (1964):
    - Il bambino illecito

  - Il crollo della diga di Mattmark (1965):
    - Amara favola

  - Brema: l'incidente aereo degli italiani del nuoto (1966):
    - I puri

  - Il dramma degli speleologi a Roncobello (1966):
    - Un addio senza lacrime

  - L'alluvione nel Biellese (1968):
    - Domande senza risposta

  - La morte dei cosmonauti russi della Sojuz 11 (1971):
    - L'antica angoscia

  - La caduta dell’Hercules con i quarantasei paracadutisti a bordo (1971):
    - Oltre il dolore

  - Appendice – Le prime cronache:
    - I pericoli della troppa eleganza
    - Il finto bastonato
    - Un teschio nel giardino del Dal Verme
    - L'arresto di due spacciatori di cocaina
    - Gesta di ladri. Il robinetto della benzina
    - Gesta ladresche. Il coraggio di una cameriera
    - «Vestire gli ignudi»
    - Le «delicate mansioni» di un poliziotto segreto
    - Un ladro che accompagna gli agenti a riconoscere i suoi derubati
    - Tipi di ladri. Amore e furto
    - Le otto oche e la spugna fritta
    - Le gesta dei gabbamondo. Un imbroglio all'americana
    - Le trasformazioni di un truffatore
    - L'arresto di un bandito dopo 8 anni di ricerche
    - Annuncia una morte non avvenuta per rubare in una casa

## Edizioni
- La «nera» di Buzzati, 2 voll. in cofanetto, a cura di Lorenzo Viganò, schede storiche di Alessandro Riva e L. Viganò, Collana Oscar del Novecento, Milano, Mondadori, ottobre 2002,  p. 736, ISBN 978-88-045-1019-2.
- La «nera» di Buzzati, Nuova edizione illustrata, a cura di Lorenzo Viganò. Schede storiche di Riva & Viganò, Collana Oscar Moderni Baobab, Milano, Mondadori, novembre 2020,  pp. XL-596, ISBN 978-88-047-2570-1.